# Afrikas ekonomi
Afrikas ekonomi omfattar en befolkning på nästan 1,4 miljarder människor i 54 olika stater (2021). Afrika är världens fattigaste kontinent, och andelen av Afrikas befolkning som lever på under 1 dollar om dagen har ökat sedan 1984. Skillnaderna är dock stora mellan de rikare arabländerna i norr samt Sydafrika, och de fattigare subsahariska länderna. Som helhet har Afrika rikligt med naturtillgångar, men stora delar av dess ekonomi är jordbruksbaserad. Självhushållande jordbruk beräknas sysselsätta mer än 10 procent av befolkningen.

## Ekonomisk bakgrund
I början av 1900-talet var jordbruket i stora delar av Afrika beroende av enkla verktyg och tekniker, samtidigt som arbetsorganisationen utgick från familjen eller befolkningsgruppen[källa behövs]. Större delen av produktionen anpassad för inhemsk försäljning. 

### 1900–1960: Kolonisering
De första betydande förändringarna skedde under kolonialt styre under den första halvan av århundradet: lönearbete introducerades, transportmöjligheter och kommunikationer förbättrades samt att naturresurser exploaterades i de koloniala områdena. Det koloniala arvet har dock bidragit till att exporten av två eller tre stora jordbruksprodukter eller mineraler – såsom jordnötter, olja eller koppar – utgör största delen av exportinkomsterna för många afrikanska länder. Prisvariationer inom dessa varor har gjort ländernas ekonomier sårbara och sköra. 

### 1960–1980: Industrialisering
Den andra stora förändringen var den industriella utvecklingen, ofta med utländsk hjälp, som främst skedde mellan 1960 och 1980, efter den politiska självständigheten för många av de afrikanska länderna. Fokuseringen på industrialisering menade flera afrikanska politiska ledare var nödvändig för att garantera oberoende och minska importen från rikare länder, även med importrestriktioner. 
Importrestriktionerna bidrog till en begränsad industriell tillväxt, då det skapades en mängd mindre marknader. Som en konsekvens blev många afrikanska länder belastade med en överdrivet stor industrikapacitet tillsammans med utlandsskulder som en följd av byggandet av industrikapaciteten.

### 1980–2000: Privatisering
I början av 1980-talet upplevde ett flertal afrikanska länder stagnation, minskade råvarupriser och stora handelsunderskott gentemot omvärlden. För att få hjälp med sina ekonomiska bekymmer, sökte många länder finansiell hjälp från IMF och Världsbanken. Detta gav upphov till de strukturella åtgärdsprogrammen som innebar: avreglering av räntenivån, handelsliberalisering, privatisering av statliga företag, borttagande av statlig subventioner samt devalvering av valutakurser. Tanken var att marknadskrafterna var bättre på att fördela resurserna än staten. 
Ett stort antal länder fokuserade då på att förenkla för exportvaror och fortsatt specialisering enligt teorin om komparativa fördelar. Det förväntades att konkurrenstryck skulle vitalisera den ekonomiska aktiviteten utifrån överlevnad av den starkaste. Dock ledde den strategin istället till stora brister i politisk styrning, bristfällig statlig förvaltning samt korruption.

### 2000–: Fattigdomsminskning
Under den andra halvan av 1990-talet hade många afrikanska länder stora utlandsskulder och till slut blev skuldbördan ett hinder för ekonomisk utveckling. Som svar på denna utveckling lanserade långivarna ett program för att minska skulderna, kallat Heavily Indebted Poor Countries (HIPC). 1999 utvecklades programmet och de mottagande länderna var tvungna att förbereda strategier för fattigdomsminskning, s.k. Poverty Reducation Strategy Papers (PRSP). Mottagarländerna uppmuntrades investera i sociala sektorer som hälsa och utbildning, speciellt grund- och gymnasieskolor. Detta har lett till en allmänt förbättrad hälsosituation, genom lägre barnadödlighet, mindre malaria samt högre medellivslängd. 
I nästan alla afrikanska länder har en svag ekonomisk situation dessutom förvärrats av en snabb befolkningstillväxt, som har hållit bruttonationalprodukten per capita låg eller i vissa fall minskat den. 
Den ekonomiska tillväxttakten i Afrika är jämförbar med Östasien, vilket gör regionen till en av världens snabbast växande regioner, dock från en relativ låg nivå.

## Ekonomiska variabler
| Land                         | Befolkning  | Total BNP (PPP) (miljarder US$) | BNP per capita (US$) | Årlig real BNP-tillväxt 2003-2011 | HDI   | Viktigaste exportvara |
| ---------------------------- | ----------- | ------------------------------- | -------------------- | --------------------------------- | ----- | --------------------- |
| Algeriet                     | 44 616 626  | 609,4                           | 15 093               | 3,7                               | 0,698 | Olja                  |
| Angola                       | 33 933 611  | 187,3                           | 7 249                | 11,0                              | 0,486 | Olja                  |
| Benin                        | 12 451 031  | 24,3                            | 2 177                | 3,5                               | 0,427 | Olja                  |
| Botswana                     | 2 397 240   | 36,5                            | 15 846               | 3,9                               | 0,633 | Diamanter             |
| Burkina Faso                 | 21 497 097  | 33,0                            | 1 770                | 5,8                               | 0,331 | Bomull                |
| Burundi                      | 12 255 429  | 7,9                             | 683                  | 3,2                               | 0,316 | Kaffe                 |
| Centralafrikanska republiken | 4 919 987   | 3,2                             | 641                  | 2,0                               | 0,343 | Trävaror              |
| Djibouti                     | 1 002 197   | 3,3                             | 3 718                | 4,1                               | 0,430 | Levande djur          |
| Egypten                      | 104 258 327 | 1 105,0                         | 11 833               | 4,9                               | 0,644 | Olja                  |
| Ekvatorialguinea             | 1 449 891   | 31,8                            | 36 533               | 11,2                              | 0,537 | Olja                  |
| Elfenbenskusten              | 27 053 629  | 87,1                            | 3 746                | 0,7                               | 0,400 | Kakao                 |
| Eritrea                      | 5 352 000   | 9,2                             | 1 713                | 0,7                               | 0,349 | Får                   |
| Etiopien                     | 117 876 226 | 174,7                           | 1 716                | 9,7                               | 0,363 | Kaffe                 |
| Gabon                        | 2 278 829   | 36,2                            | 20 542               | 3,6                               | 0,674 | Olja                  |
| Gambia                       | 2 486 937   | 3,4                             | 1 648                | 6,1                               | 0,420 | Cashewnötter          |
| Ghana                        | 28 033 000  | 120,8                           | 4 309                | 7,0                               | 0,541 | Kakao                 |
| Guinea                       | 12 947 000  | 16,1                            | 1 242                | 2,4                               | 0,344 | Aluminium             |
| Guinea-Bissau                | 1 888 000   | 2,8                             | 1 510                | 2,6                               | 0,353 | Cashewnötter          |
| Kamerun                      | 23 924 000  | 77,2                            | 3 228                | 3,2                               | 0,482 | Olja                  |
| Kap Verde                    | 527 000     | 3,6                             | 6 799                | 6,1                               | 0,568 | Tonfisk               |
| Kenya                        | 47 251 000  | 152,7                           | 3 232                | 4,6                               | 0,509 | Te                    |
| Komorerna                    | 807 000     | 1,3                             | 1 560                | 1,8                               | 0,433 | Kryddor               |
| Kongo-Brazzaville            | 4 741 000   | 30,3                            | 6 385                | 4,9                               | 0,533 | Olja                  |
| Kongo-Kinshasa               | 79 723 000  | 66,0                            | 828                  | 6,1                               | 0,286 | Kobolt                |
| Lesotho                      | 2 160 000   | 6,0                             | 2 786                | 4,0                               | 0,450 | Diamanter             |
| Liberia                      | 4 615 000   | 3,9                             | 841                  | 2,0                               | 0,329 | Gummi                 |
| Libyen                       | 6 330 000   | 90,9                            | 14 359               | 0,7                               | 0,760 | Olja                  |
| Madagaskar                   | 24 916 000  | 37,5                            | 1 505                | 3,9                               | 0,480 | Skaldjur              |
| Malawi                       | 17 750 000  | 21,2                            | 1 196                | 6,2                               | 0,400 | Tobak                 |
| Mali                         | 18 135 000  | 38,1                            | 2 100                | 4,8                               | 0,359 | Bomull                |
| Marocko                      | 34 817 000  | 282,8                           | 8 122                | 4,8                               | 0,582 | Fosfor                |
| Mauretanien                  | 4 166 000   | 16,7                            | 4 010                | 4,5                               | 0,453 | Järnmalm              |
| Mauritius                    | 1 277 000   | 25,8                            | 20 235               | 4,2                               | 0,728 | Tonfisk               |
| Moçambique                   | 28 751 000  | 35,3                            | 1 228                | 7,3                               | 0,322 | Aluminium             |
| Namibia                      | 2 514 000   | 27,0                            | 10 754               | 5,0                               | 0,625 | Uran                  |
| Niger                        | 20 715 000  | 20,3                            | 978                  | 4,9                               | 0,295 | Uran                  |
| Nigeria                      | 186 988 000 | 1 088,9                         | 5 824                | 7,5                               | 0,459 | Olja                  |
| Rwanda                       | 11 883 000  | 22,0                            | 1 849                | 7,7                               | 0,429 | Kaffe                 |
| São Tomé och Príncipe        | 194 000     | 0,7                             | 3 573                | 5,4                               | 0,509 | Kakao                 |
| Senegal                      | 15 589 000  | 39,7                            | 2 548                | 4,4                               | 0,459 | Olja                  |
| Seychellerna                 | 97 000      | 2,6                             | 26 877               | 3,3                               | 0,773 | Tonfisk               |
| Sierra Leone                 | 6 592 000   | 10,6                            | 1 613                | 6,4                               | 0,336 | Diamanter             |
| Somalia                      | 11 079 000  | 19,9                            | 1 803                | N/A                               | 0,284 | Getter                |
| Sudan                        | 41 176 000  | 176,3                           | 4 282                | 6,6                               | 0,408 | Olja                  |
| Sydafrika                    | 54 979 000  | 736,3                           | 13 393               | 3,6                               | 0,619 | Platinum              |
| Sydsudan                     | 12 733 000  | 20,8                            | 1 640                | N/A                               | N/A   | Olja                  |
| Swaziland/Eswatini           | 1 172 369   | 11,1                            | 8 482                | 2,4                               | 0,522 | Socker                |
| Tanzania                     | 55 155 000  | 150,6                           | 2 731                | 7,0                               | 0,466 | Metaller              |
| Tchad                        | 14 497 000  | 30,6                            | 2 110                | 10,1                              | 0,328 | Olja                  |
| Togo                         | 7 497 000   | 11,6                            | 1 548                | 3,1                               | 0,435 | Kakao                 |
| Tunisien                     | 11 375 000  | 130,8                           | 11 501               | 4,1                               | 0,698 | Olja                  |
| Uganda                       | 40 323 000  | 84,9                            | 2 106                | 6,9                               | 0,446 | Kaffe                 |
| Zambia                       | 16 717 000  | 65,2                            | 3 899                | 6,1                               | 0,430 | Koppar                |
| Zimbabwe                     | 15 967 000  | 28,3                            | 1 774                | −3,3                              | 0,376 | Tobak                 |

## Ekonomiska sektorer

### Jordbruk

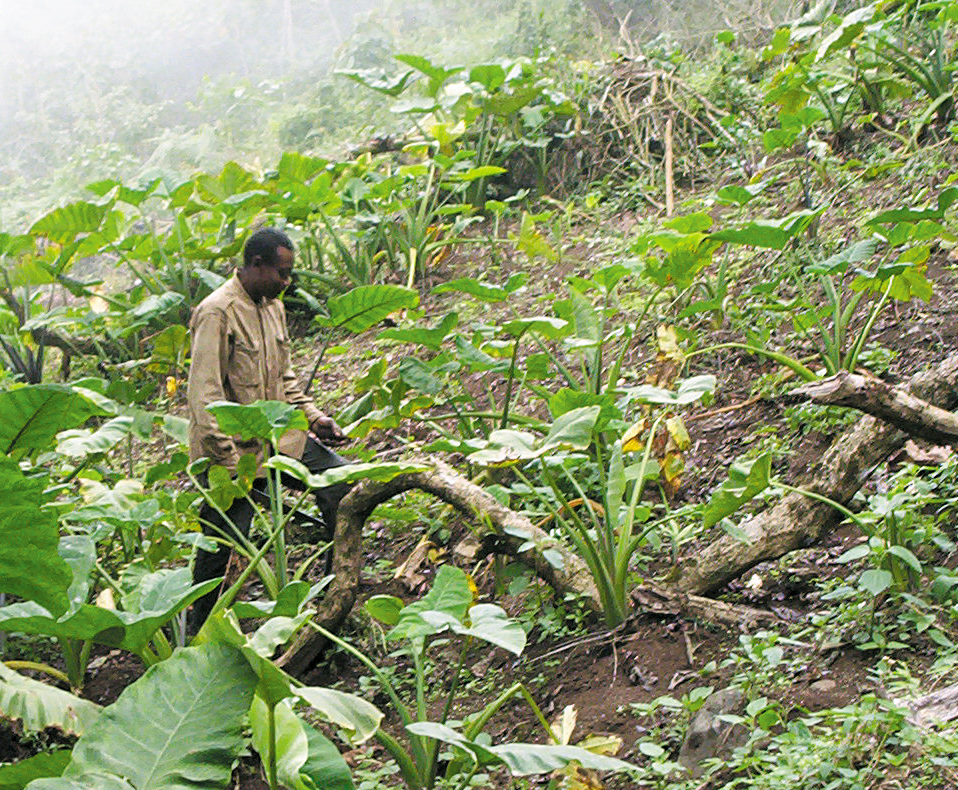
Jordbrukare på ett cocoyamfält i Kamerun

Afrikas jordbruk sysselsätter drygt hälften av Afrikas befolkning och är den viktigaste näringen. Cirka 6 procent av världsdelens yta är uppodlad, mest i savannområdena. I stora delar av de brukningsbara områdena är jordens bördighet ganska låg. De bästa jordarna återfinns i begränsade höglandsområden som i till exempel Kamerun och Östafrika. 
Det afrikanska jordbruket drivs i många länder främst i små familjeenheter och där har oftast kvinnan huvudansvaret. Jorden bearbetas ofta för hand med billiga och enkla redskap, och mat odlas för eget behov och för försäljning på olika marknader. Några vanliga grödor är hirs, jams, durra, majs och sötpotatis.
Två faktorer som är speciella för det afrikanska jordbruket är nederbörden och tsetseflugorna. Nederbörden i Afrika är mycket liten i stora områden. På de flesta ställen, utom i regnskogszonen är året indelat i tydliga torr- och regnperioder. Nederbördsmängden varierar mycket från år till år och vissa år drabbas man av svår torka som nästan alltid leder till missväxt och ibland svältkatastrofer. I regnskogsområdena där tsetseflugan är spridd är det omöjligt att ägna sig åt boskapsskötsel. Tsetseflugan sprider en parasitsjukdom som orsakar blodbrist hos djur och afrikansk sömnsjuka hos människor. På grund av detta bedrivs boskapsskötseln i savann- och stäppområden. Boskapsskötseln spelar ofta en stor roll i det afrikanska jordbruket, framför allt i områden som är mindre lämpade för spannmålsodling. Av världens boskapsskötande befolkning finns cirka 40 procent i Afrika. 
Eftersom industrin i Afrika är dåligt utvecklad är man beroende av export av råvaror och jordbruksprodukter så att man kan skaffa utländsk valuta för att sedan betala för sin egen import. Detta har orsakat att man på flera håll i Afrika lämnat det traditionella jordbruket för att istället odla cash-crops, sådana grödor som det finns internationell efterfrågan på. Några viktiga cash-crops är kakao, kaffe, te, jordnötter, bomull, oljepalmer, tobak, socker och sisal. I norra och södra Afrika finns det också grödor som till exempel citrusfrukter och vindruvor.

### Råvaruutvinning
| Rank                                           | Land              | fat/dag    | År        | Världsrank |
| ---------------------------------------------- | ----------------- | ---------- | --------- | ---------- |
| 1                                              | Nigeria           | 1 572 935  | 2023 est. | 14         |
| 2                                              | Libyen            | 1 248 000  | 2023 est. | 16         |
| 3                                              | Angola            | 1 235 498  | 2023 est. | 17         |
| 4                                              | Algeriet          | 1 160 000  | 2023 est. | 18         |
| 5                                              | Egypten           | 559 000    | 2023 est. | 27         |
| 6                                              | Kongo-Brazzaville | 253 000    | 2023 est. | 32         |
| 7                                              | Gabon             | 220 000    | 2023 est. | 33         |
| 8                                              | Ghana             | 175 000    | 2023 est. | 35         |
| 9                                              | Sydsudan          | 160 000    | 2023 est. | 38         |
| 10                                             | Tchad             | 126 000    | 2023 est. | 40         |
| 11                                             | Ekvatorialguinea  | 79 489     | 2023 est. | 44         |
| 12                                             | Sudan             | 71 035     | 2023 est. | 46         |
| 13                                             | Kamerun           | 63 000     | 2023 est. | 48         |
| 14                                             | Elfenbenskusten   | 29 321     | 2023 est. | 57         |
| 15                                             | Tunisien          | 29 249     | 2023 est. | 58         |
| –                                              | Världsproduktion  | 83 055 679 | 2023 est. |            |
| –                                              | Afrika            | 7 014 057  | 2023 est. |            |
| Källa: Energy Information Administration (EIA) |                   |            |           |            |

Mineraler och olja är två av Afrikas största tillgångar, med de största oljetillgångarna i Västafrika, i synnerhet Nigeria, och stora guld- koppar-, diamant- och mineralfyndigheter i bland annat kopparbältet i södra Afrika. Gruv- och borrindustrierna omsätter mer än någon annan sektor i Afrika, men sysselsätter bara sammanlagt omkring två miljoner människor. Oftast kommer en mycket liten andel av vinsterna befolkningen till godo. Många av de mineralrikaste länderna i Afrika är bland världens fattigaste. Flera krig kan också härledas till kampen om naturresurserna, bland annat Kongokrisen, som ställde Belgien, Kuba, Katanga och Sydkasai mot Kongo-Léopoldville och FN.

### IT och telefoni
IT- och telefonbranschen är i stark tillväxt i hela Afrika, och fem av kontinentens 20 största företag finns i den sektorn (2008). Sedan mitten av 2000-talets första decennium har flera stora mobiloperatörer slagits om de hundra miljontals nya mobiltelefonanvändarna. Sydafrikanska MTN Group, Zain och Vodacom hör till huvudaktörerna i den kampen.

## Företag
De flesta av Afrikas största företag finns i olje- och råvarubranscherna, samt under senare år i it- och telebranschen. Av världsdelens 100 största företag år 2011 hade 65 sitt huvudkontor i Sydafrika.
Företag med störst omsättning:
| Namn              | Land      | Omsättning (miljarder US$) | Bransch      |
| ----------------- | --------- | -------------------------- | ------------ |
| Sonatrach         | Algeriet  | 58 789                     | Olja/gas     |
| Sonangol          | Angola    | 22 244                     | Olja/gas     |
| Sasol             | Sydafrika | 18 393                     | Kemi         |
| MTN Group         | Sydafrika | 17 254                     | Telekom      |
| Bidvest Group     | Sydafrika | 16 517                     | Detaljhandel |
| Eskom             | Sydafrika | 13 758                     | Energi       |
| Shoprite holding  | Sydafrika | 10 141                     | Detaljhandel |
| Sanlam            | Sydafrika | 10 123                     | Försäkring   |
| Vodacom           | Sydafrika | 9 207                      | Telekom      |
| Imperial Holdings | Sydafrika | 8 039                      | Finans       |

## Lån och bistånd
Stora mängder biståndspengar har pumpats in i Afrika sedan avkoloniseringen. Under kalla kriget styrdes biståndet ofta av politiska intressen.
Till de mer omdebatterade biståndsformerna hör mathjälp. Kritiker menar att hungersnöd oftare beror på brist på inkomster än på faktisk brist på mat. I sådana situationen kan matbistånd konkurrera ut lokal matproduktion och förvärra situationen, medan givarländerna gynnas genom att skapa sysselsättning i sina jordbrukssektorer.
Varje år betalar de afrikanska staterna tillbaka mer pengar på sina lån till de rika länderna i Europa och Amerika, än vad man får i bistånd eller nya lån. Det har lett till förslag om skuldavskrivning, särskilt i länder som Sydafrika, där lånen tagits av en tidigare regim (i Sydafrikas fall apartheidregimen).